# Fullersta kvarn

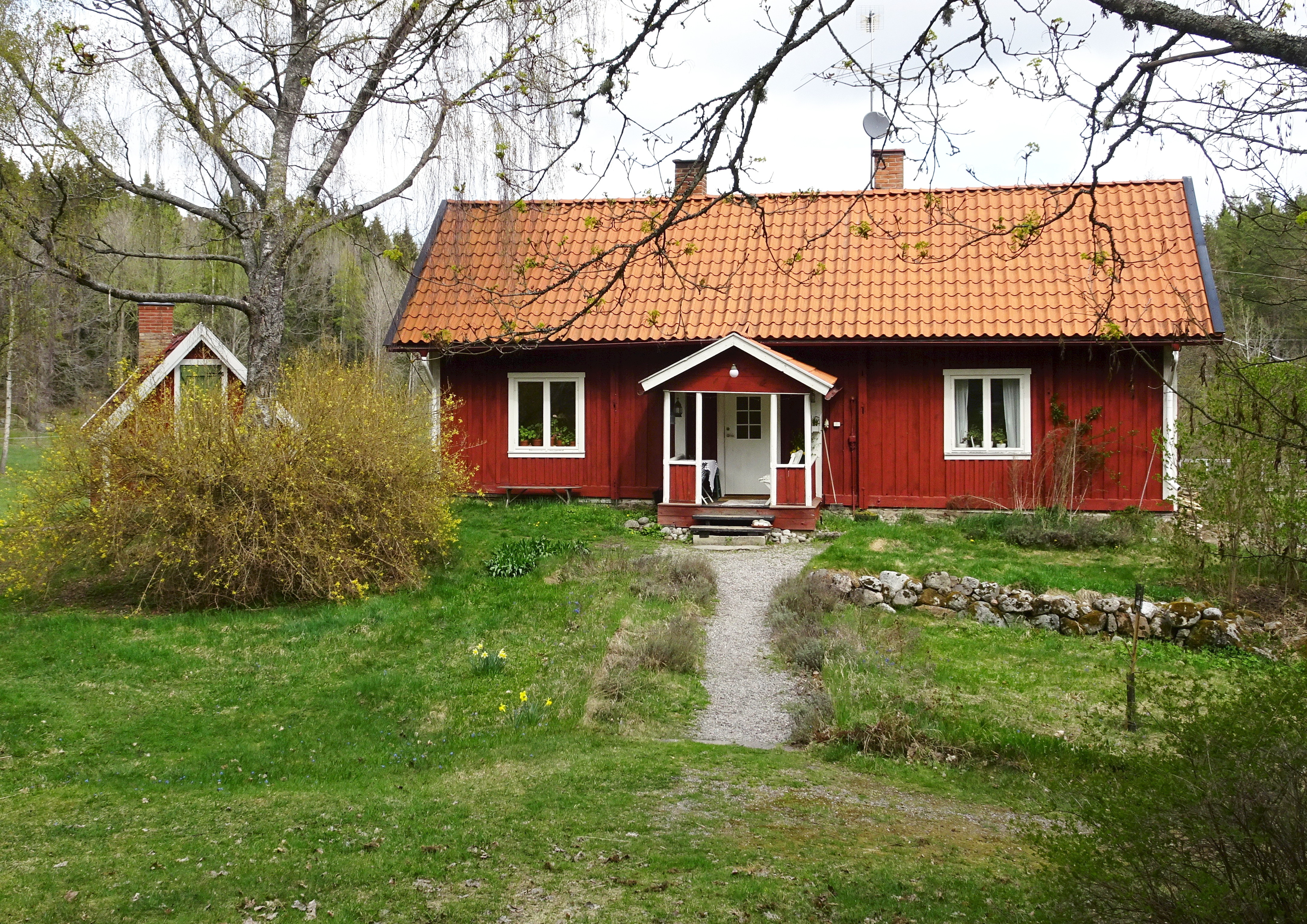
Kvarntorpet på våren 2019.

Fullersta kvarn är en del av Gömmarens naturreservat och rester efter en vattenkvarn i Huddinge kommun söder om Stockholm.

## Torpet och kvarnen

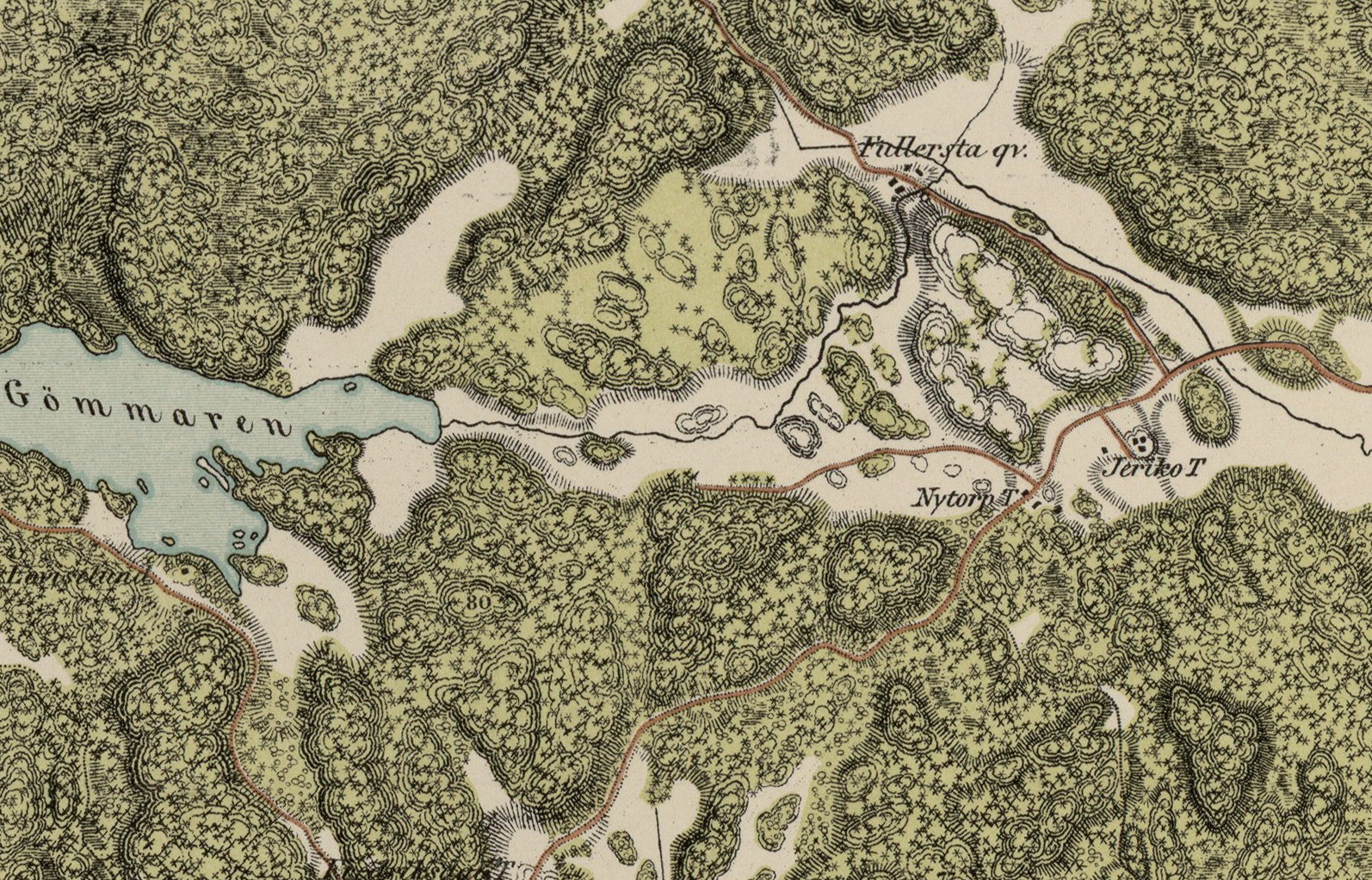
Fullersta kvarn på 1860-talet.

Torpet Fullersta kvarn, på 1600-talet även kallad Nykvarn, utgjorde ett halvt mantal. Kvarnen var i bruk från 1689 till slutet av 1800-talet. Den gamla kvarnen byggdes vid Fullerstaån, som just här har ett fall på fem meter.
Första kända mjölnare var Marcus Larsson som bodde här 1745. Av själva kvarnen är bara grundmurar av gråsten kvar, men kvarndammen och kvarntorpets stugor finns bevarade. Ovanför kvarnfallet cirka tio meter öster om det norra brofästet finns en berghäll med en inskription från Amerika-utvandringstiden: 
"Farväl du kära fosterland 1872 August" (August i runskrift). Bakom avskedshälsningen stod kvarndrängen Johan August Andersson (1850-04-29 - 1934-05-06), som år 1872 emigrerade från Fullersta till Nordamerika. Han levde resten av sitt liv i Cañon City, Fremont, Colorado, och återvände aldrig till sitt hemland.

## Natura 2000-område
Fullersta kvarn är ett så kallat Natura 2000 område av betydelse för biologisk mångfald. Arean är på totalt 3,8 hektar. Området ligger inom Gömmarens naturreservat i en sprickdal som löper från Kolartorpet till torpet Fullersta kvarn och vidare mot sydost. Själva skogen som utgör ett Natura-2000 område består huvudsakligen av en lövsumpskog. Området ligger cirka 100 meter nordväst om torpet vid Fullersta kvarn. Framförallt är det mossfloran i denna lövsumpskog med fuktigt lokalklimat som utgör värdet. Men även för svampar, lavar, mollusker, kärlväxter, fåglar, groddjur, kräldjur och däggdjur så utgör området en värdefull livsmiljö.

## Bilder

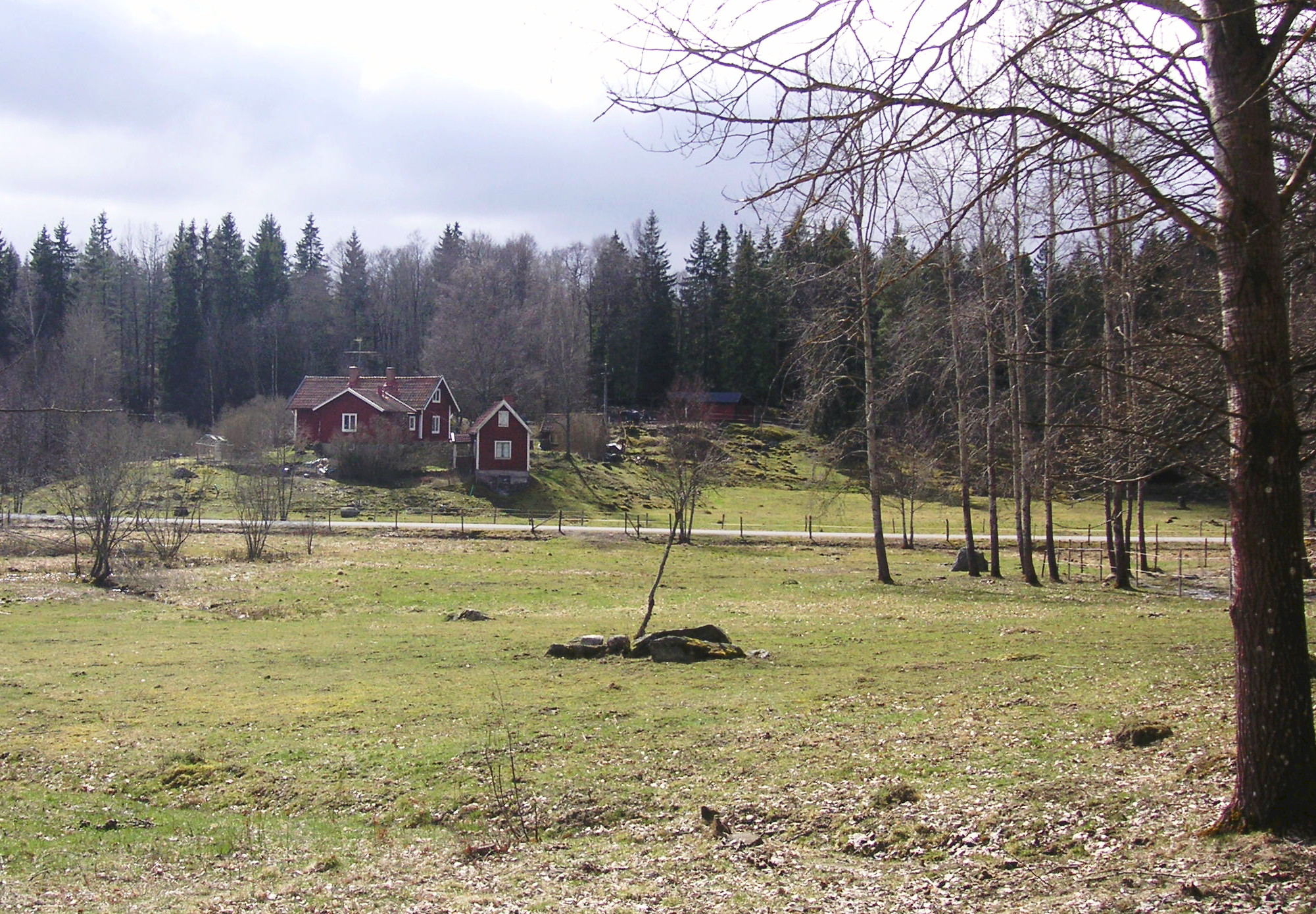
Kulturlandskapet med kvarntorpet
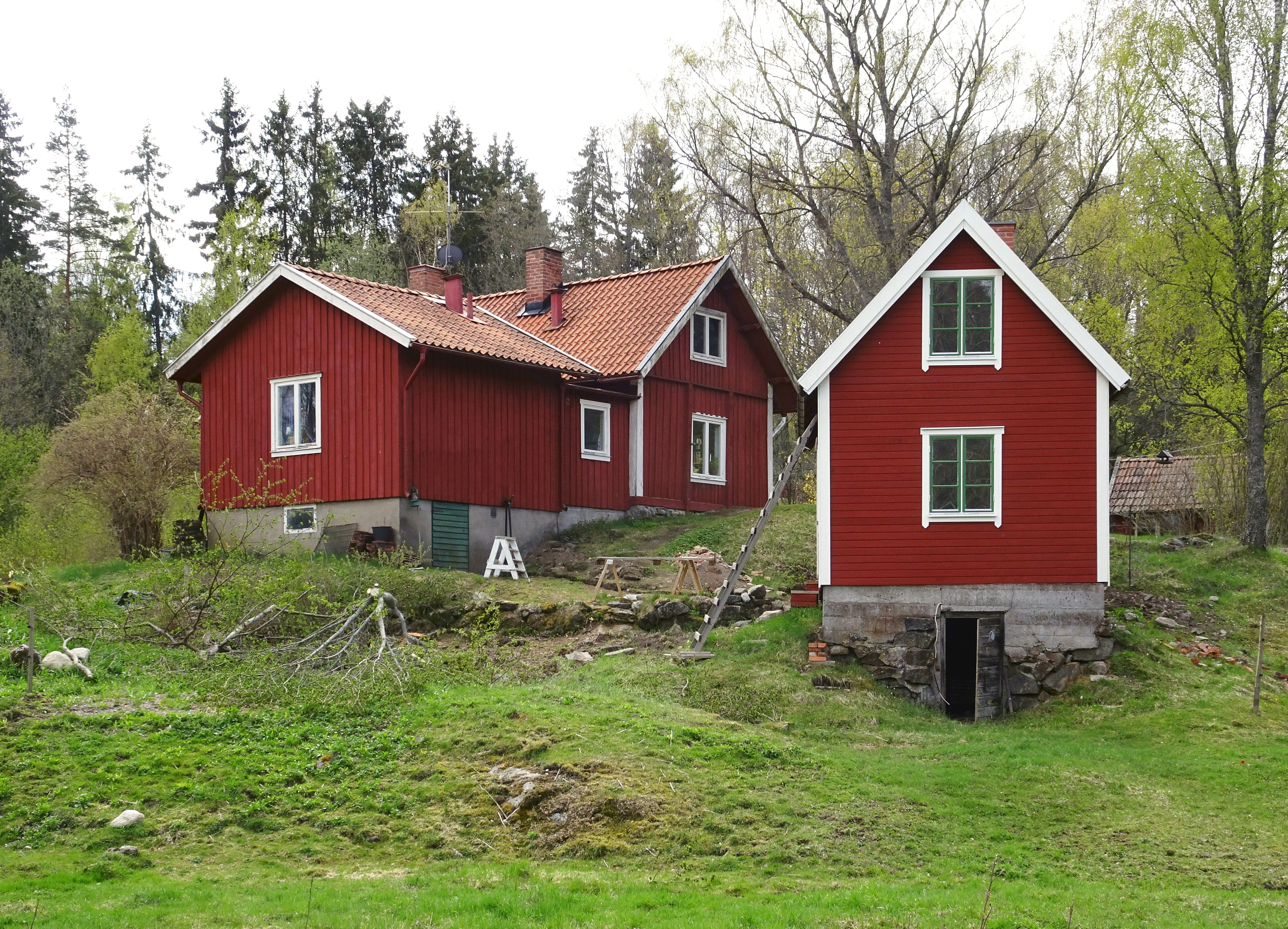
Kvarntorpet
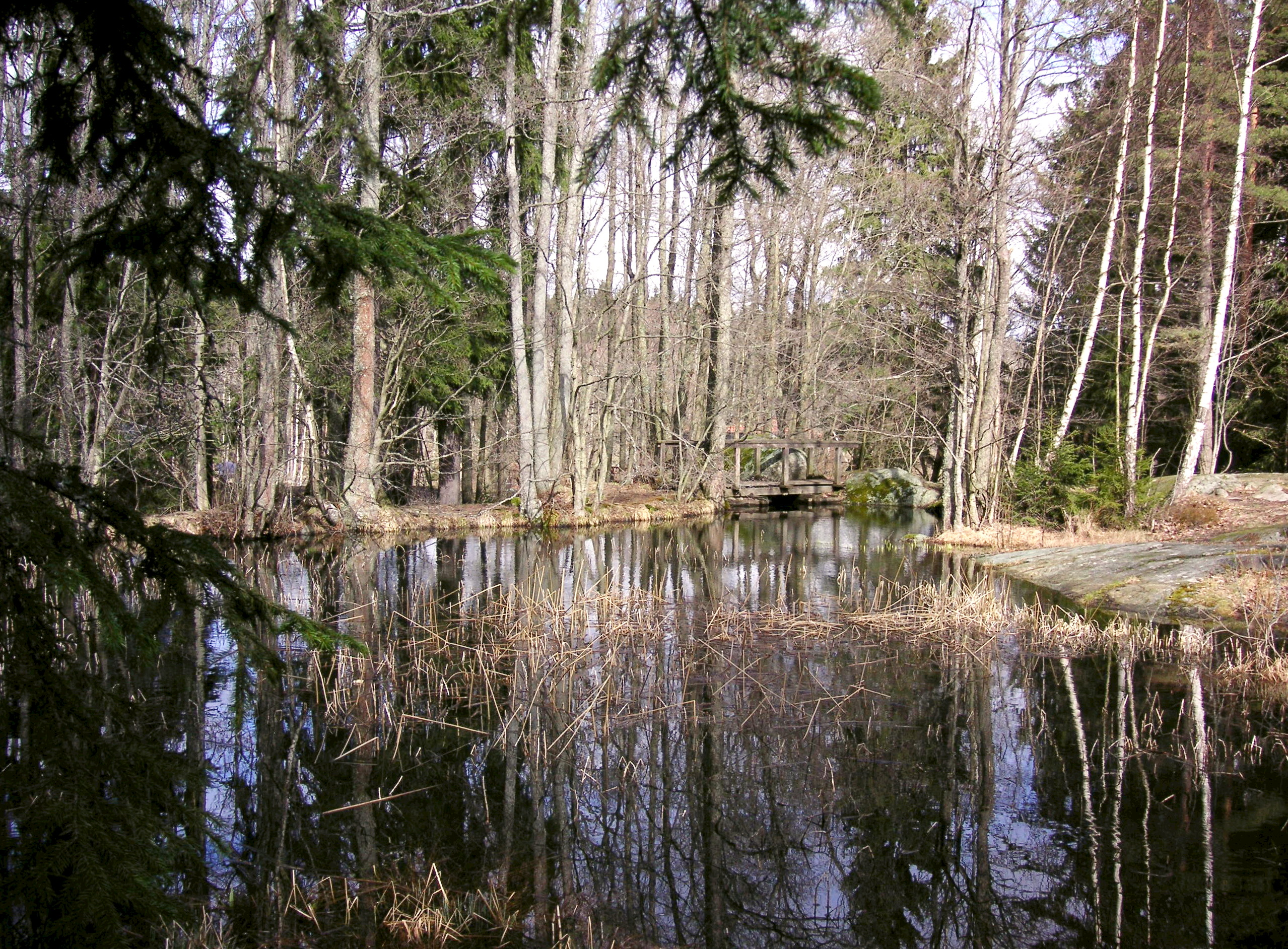
Kvarndammen
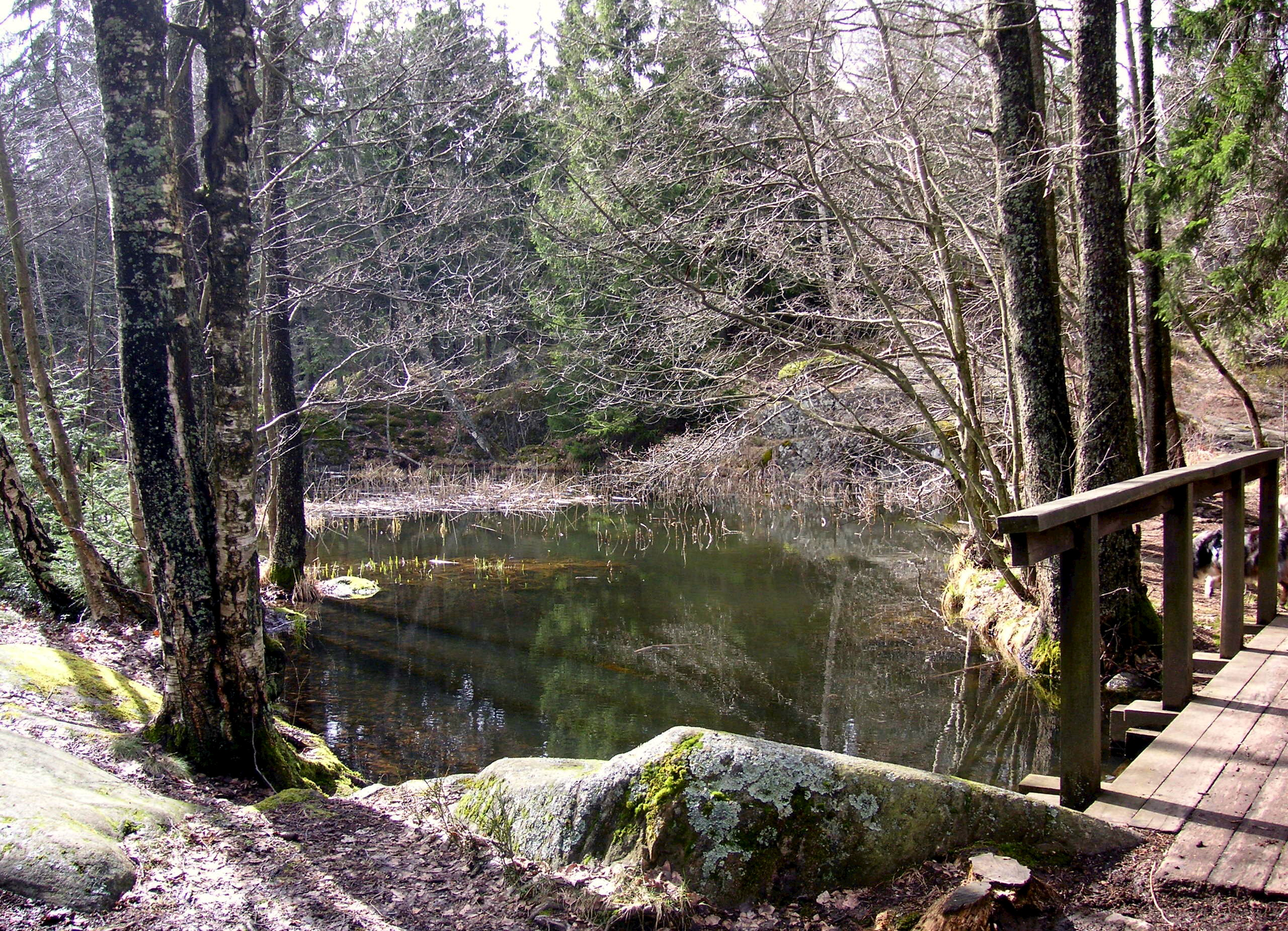
Kvarndammen och bron
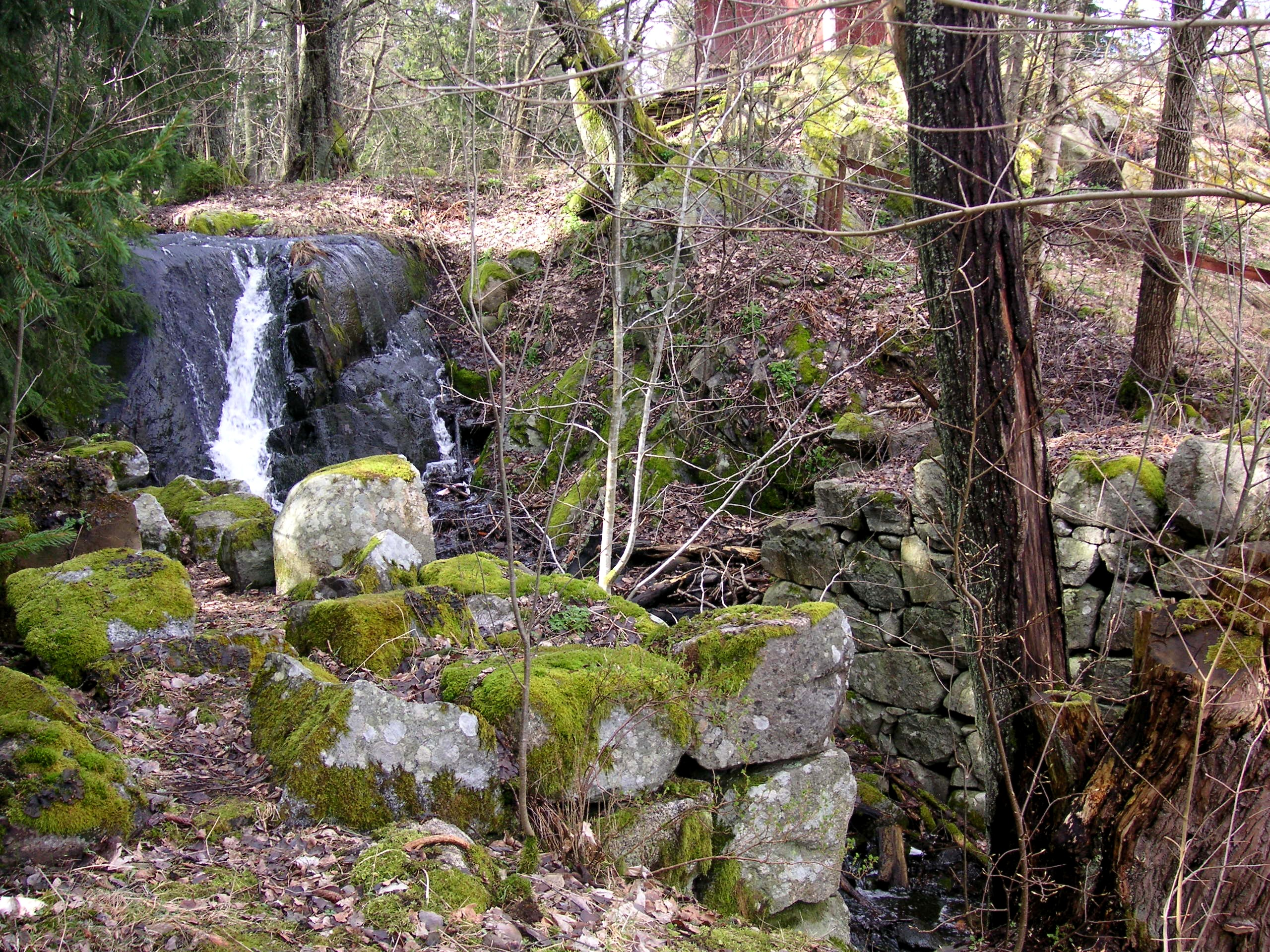
Kvarnfundamentet